# 十一試機上作業練習機

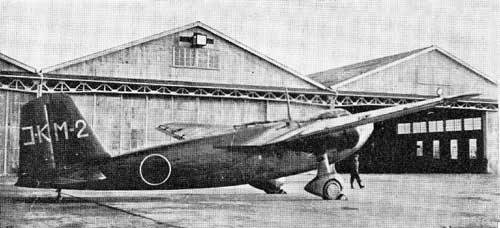
十一試機上作業練習機

十一試機上作業練習機（じゅういちしきじょうさぎょうれんしゅうき）は、第一次世界大戦と第二次世界大戦の間に日本海軍用に試作された練習機である。開発は三菱重工業で、機体略番はK7M。九〇式機上作業練習機の後継機として開発され良好な性能を示したが、軍の意向に合わず不採用となった。

## 概要
1936年（昭和11年）に海軍は三菱に対して、九〇式機上作業練習機の後継機となる大型の近代的な双発の練習機の開発を指示した。双発機としたのは、当時の新型高性能爆撃機である九六式陸上攻撃機の搭乗員を養成するためには双発が適当だったことと、一度に多数の練習生が訓練できるため訓練の効率化につながることが理由であった。なお、九六式陸上攻撃機を操縦する上で必要な片発飛行訓練が可能であることが開発の条件となっていた。三菱は、1938年に試作機2機を完成させた。
全金属製の片翼単葉固定脚の双発機で、胴体内部は九〇式機上作業練習機に比べてかなり広がっていた。このため操縦席と教育用のキャビンの往来が容易だった他、爆撃機の旋回銃座の射撃訓練に用いるスペースも確保されていた。機体構造は九六式艦上戦闘機や九六式陸上攻撃機と共通している部分が多く、また量産性の向上や機体価格を抑える配慮もされていた。
海軍によるテストの結果は良好で性能や信頼性も練習機としては十分であったが、日華事変の拡大により状況的に練習機よりも戦闘機や爆撃機の需要が拡大していた上、本機程の性能や装備でなくても搭乗員の訓練は可能であるという意見も海軍では根強かった。このため本機は不採用となり、試作機2機のみの生産で終わった。2機の試作機は、その後横須賀航空隊で連絡や輸送の任務に用いられた。

## スペック
- 全幅: 20.00 m
- 全長: 13.26 m
- 全高: 3.46 m
- 機体重量: 2,550 kg
- 全備重量: 3,800 kg
- エンジン: 瓦斯電　「天風」11型 空冷9気筒  340 hp×2
- 最大速度: 259 km/h
- 航続距離: 926 km
- 実用上昇限度：5,800 m
- 武装
  - 7.7mm機関銃×1
  - 爆弾　30kg×3
- 乗員: 7～8名